# Mysmena calypso
Pour les articles homonymes, voir Calypso (homonymie).
Espèce
Mysmena calypso est une espèce d'araignées aranéomorphes de la famille des Mysmenidae.

## Distribution
Cette espèce est endémique de l'île de la Trinité à Trinité-et-Tobago.

## Description
Le mâle holotype mesure 0,5 mm.

## Publication originale
- Gertsch, 1960 : Descriptions of American spiders of the family Symphytognathidae. American Museum novitates, no 1981, p. 1-40 (texte intégral).